# Lauret (Hérault)
Lauret è un comune francese di 578 abitanti situato nel dipartimento dell'Hérault nella regione dell'Occitania.

## Società

### Evoluzione demografica
Abitanti censiti